# West Clare Railway
La West Clare Railway (ferrovia del Clare occidentale in lingua italiana) fu una linea ferroviaria irlandese a scartamento ridotto che collegò Ennis ai villaggi di Kilkee e di Kilrush attraversando i territori occidentali della contea di Clare.

## Storia
Il primo tronco della linea, tra Ennis e Miltown Malbay fu costruito a partire dal 1894 dalla compagnia omonima, la West Clare Railway (WCR), secondo i dettami previsti per le light railway (ferrovie economiche) dal Tramways & Public Companies (Ireland) Act del 1883. Fu dunque progettata, tra le altre specifiche, con uno scartamento ridotto da tre piedi, equivalenti a circa 914 mm. Il tratto fu aperto all'esercizio il 3 luglio 1887.
Il collegamento fra Milton Malbay e le cittadine di Kilrush e Kilkee fu invece costruito dalla South Clare Railway (SCR), istituita su iniziativa di alcuni amministratori della WRC i quali erano proprietari di terre a meridione di Milton Malbay. I progettisti scelsero di separare la nuova linea all'altezza di Moyasta: un tronco avrebbe proseguito verso il fiume Shannon, a Kilrush, mentre l'altro avrebbe servito Kilkee, sulla baia di Moore. L'esercizio della nuova ferrovia fu aperto il 23 dicembre 1892.
Le due compagnie lavorarono negli anni seguenti a stretto contatto condividendo alcuni uffici. Già dal giugno 1893, gli orari riportavano la sola WCR ad espletare il servizio.
Nel 1925, la Great Southern Railways (GSR) assorbì entrambe le compagnie. Nel 1944, la gestione fu rilevata dalla Córas Iompair Éireann (CIÉ). Negli anni cinquanta, la linea fu soggetta ad un processo di dieselizzazione della trazione e di ammodernamento del segnalamento, grazie all'interesse espresso dalla popolazione locale che ne impedì la dismissione a differenza di quanto avvenne per altre ferrovie irlandesi a scartamento ridotto. Nel 1951 giunsero quattro automotrici seguite quattro anni dopo da tre locomotive, tutte prodotte dalla Walker Brothers e a trazione diesel. Nonostante i miglioramenti, la riduzione di volume del traffico passeggeri ne decretò comunque la chiusura, che avvenne il 31 gennaio 1961.
A partire dagli anni novanta, la contea di Clare varò una commissione che ebbe il compito di riattivare storicamente una parte della linea. Negli anni 2000 è stato recuperato un tratto ferroviario attorno alla stazione di Moyasta Junction, divenuta sede di un museo, ed attivato un breve servizio turistico impiegando locomotive diesel. Dal 2009 è utilizzata una locomotiva a vapore, la WCR 5 "Slieve Callan", che fu utilizzata in precedenza sulla linea ferroviaria e che è stata restaurata dall'associazione.

## Caratteristiche

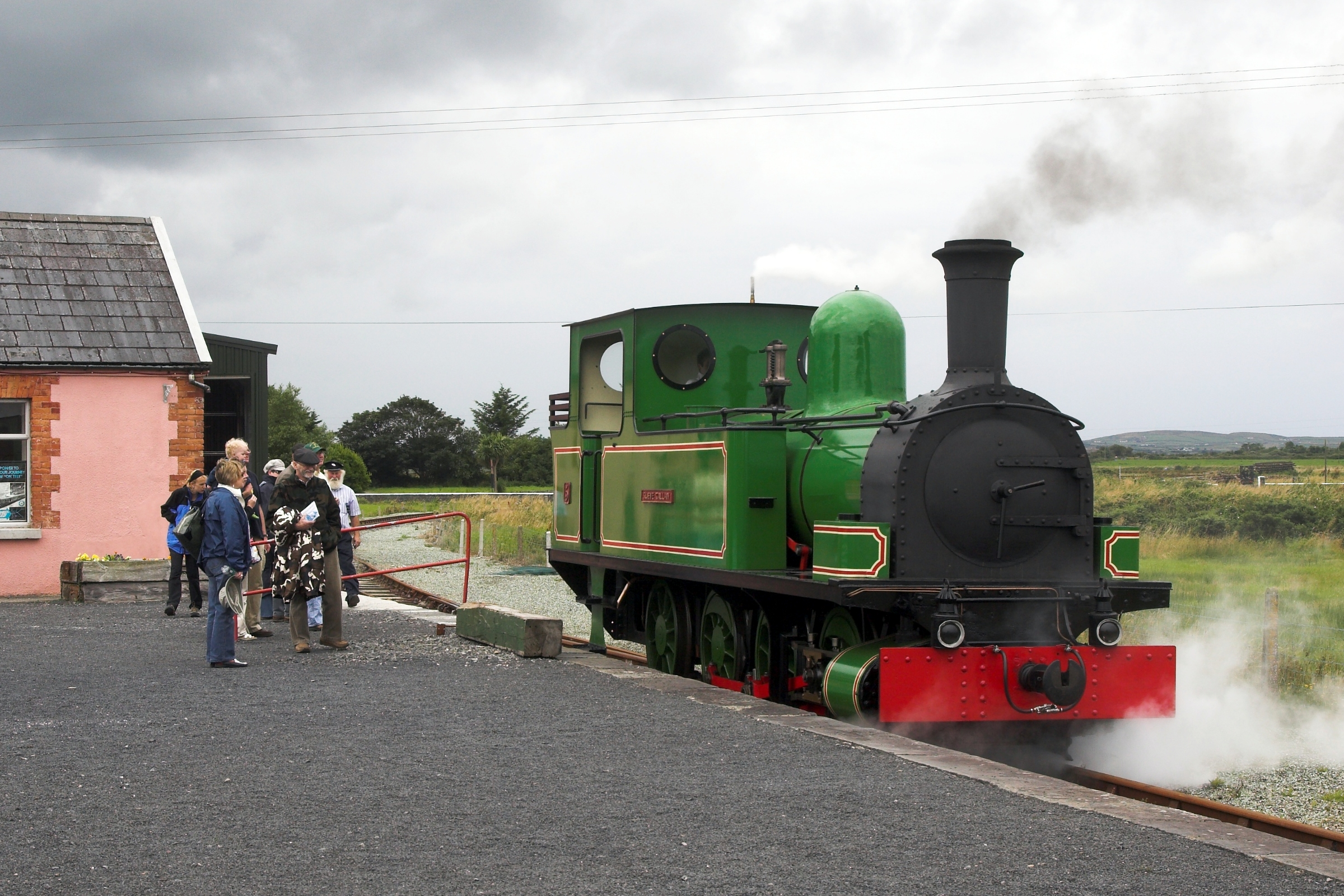
La locomotiva "Slieve Callan" operativa a Moyasta Junction

La linea fu una ferrovia a scartamento ridotto da 914 mm e a binario semplice.

## Percorso
|  |  |  | Unknown route-map component "exKBHFa" |

|  |  |  | Unknown route-map component "exHST" |

|  | Unknown route-map component "exKDSTa" |  | Unknown route-map component "exSTR" |  |

|  | Unknown route-map component "exBHF" |  | Unknown route-map component "exSTR" |  |

|  | Unknown route-map component "exSTRl" | Unknown route-map component "xABZq+lxr" | Unknown route-map component "exSTRr" |  |

|  |  | Unknown route-map component "exHST" |

|  |  | Unknown route-map component "exHST" |

|  |  | Unknown route-map component "exHST" |

|  |  | Unknown route-map component "exHST" |

|  |  | Unknown route-map component "exBHF" |

|  |  | Unknown route-map component "exHST" |

|  |  | Unknown route-map component "exBHF" |

|  |  | Unknown route-map component "exHST" |

|  |  | Unknown route-map component "exHST" |

|  |  | Unknown route-map component "exHST" |

|  |  | Unknown route-map component "exSTR" | Unknown route-map component "STR+l" | Unknown route-map component "CONTfq" |

|  |  | Unknown route-map component "exKBHFe" | Station on track |  |

|  |  |  | Continuation forward |